# Amélia Hamburger
Amélia Império Hamburger (São Paulo, 12 de julho de 1932 — São Paulo, 1 de abril de 2011) foi uma física, professora, pesquisadora e divulgadora científica brasileira. Com trabalhos em diversas áreas da física, realizou incursões pela epistemologia e história das ciências, motivada por interesses no ensino de física e na preservação da memória da ciência no Brasil. Ela foi uma das pioneiras da ciência no Brasil.

## Formação e pesquisa
Graduada em física em 1954 pela então Faculdade de Filosofia, Ciências e Letras da Universidade de São Paulo, concluiu em 1960 o mestrado na Universidade de Pittsburgh, com a dissertação An analysis of (d,t) pick-up reactions. Durante o mestrado publicou, em coautoria com W. E. Moore e J. N. McGruer, artigo científico no primeiro número de Physical Review Letters, de 1958. Seu pós-doutorado foi realizado na Universidade Carnegie Mellon e concluído em 1967.
Foi professora no Instituto de Física da Universidade de São Paulo por mais de quarenta anos e a responsável pela organização de seus arquivos históricos. Além disso, participou da criação da Sociedade Brasileira de Física, tendo redigido os estatutos desta entidade e participado como membra de sua diretoria e conselho em diversas ocasiões.

## Família
Era irmã do cenógrafo, arquiteto e artista plástico Flávio Império e foi casada desde 1956 com o também físico Ernst Wolfgang Hamburger, com quem teve cinco filhos, entre eles o cineasta Cao Hamburger. Em 26 de setembro de 2011 a Câmara Municipal de São Paulo prestou-lhe homenagem in memoriam, outorgando-lhe a Medalha Anchieta e o Diploma de Gratidão da Cidade de São Paulo, os quais foram entregues à família.

## Morte
Amélia faleceu na cidade de São Paulo, em 1 de abril de 2011 aos setenta e oito anos de idade. Ela foi sepultada no Cemitério do Morumbi, na capital paulista.

## Homenagens
Por sua significativa contribuição para o desenvolvimento da ciência brasileira recebeu diversas homenagens in memoriam: na 63.ª Reunião Anual da Sociedade Brasileira para o Progresso da Ciência (SBPC), realizada em julho de 2011 na Universidade Federal de Goiás. Também homenagem concedida pela Câmara Municipal de São Paulo em sessão solene de 26 de setembro do mesmo ano. Em novembro de 2015 seu nome foi eleito por estudantes para nomear o prédio estudantil do Instituto de Física da Universidade de São Paulo.
Em 2017 a mesma SBPC inaugura o Centro de Memória Amélia Império Hamburger (CMAIH) em 17 de março, em sua sede localizada no prédio MariAntônia pertencente a Universidade de São Paulo.
A Câmara dos Deputados instituiu no ano 2022 o Prêmio Mulheres na Ciência - Amélia Império Hamburger, que reconhece o trabalho de mulheres cientistas que se destacarem por suas contribuições para a pesquisa científica nas áreas de ciências exatas, ciências naturais e ciências humanas.

## Obras selecionadas
- The angular distributions of tritons from the C14(d, t)C13 reaction. Physical Review Letters, v. 1, n. 1, p. 29-30, 1 de julho de 1958. doi:10.1103/PhysRevLett.1.29 (em coautoria com W. E. Moore e J. N. McGruer);
- Analysis of (d, t) pick-up reactions. Physical Review, v. 118, n.º 5, p. 1271-1278, 1 de junho de 1960. doi:10.1103/PhysRev.118.1271;
- The magnetic susceptibilities of NiCl2 · 6H2O. Physica, v. 69, n. 1, p. 67-75, outubro de 1973. doi:10.1016/0031-8914(73)90201-2 (em coautoria com S. A. Friedberg);
- Epistemological and historical studies of physics concepts for science teaching. In: HERGET, Don Emil (Ed.). The history and philosophy of science in science teaching: proceedins of the first international conference. Tallahassee: Universidade Estadual da Flórida, 1989. p. 79-85. OCLC 22390037;
- A ciência nas relações Brasil-França (1850-1950). São Paulo: Edusp: Fapesp, 1996. ISBN 85-314-0351-0 (organizadora, juntamente com Maria Amélia Mascarenhas Dantes, Michel Pat e Patrick Petitjean);
- Fapesp: uma história de política científica e tecnológica. São Paulo: Fapesp, 1999. ISBN 85-86956-03-1 (autora convidada, sob organização de Shozo Motoyama);
- Para uma história da Fapesp: marcos documentais. São Paulo: Fapesp, 1999. ISBN 85-86956-04-X (organizadora, juntamente com Shozo Motoyama e Marilda Nagamini);
- Flávio Império. São Paulo: Edusp: Fapesp, 1999. ISBN 85-314-0434-7 (organizadora, juntamente com Renina Katz);
- Fapesp 40 anos: abrindo fronteiras. São Paulo: Edusp: Fapesp, 2004. ISBN 85-314-0842-3 (organizadora e editora);
- Obra científica de Mário Schenberg: volume 1: de 1963 a 1948. São Paulo: Edusp, 2009. ISBN 978-85-314-1186-1 (coordenadora, com colaboração de Silvio R. A. Salinas e Thomás A. S. Haddad); obra vencedora do Prêmio Jabuti de 2010 na categoria Ciências Exatas, Tecnologia e Informática.[2][15]